# 浔阳道
浔阳道，中华民国初期的道。
1914年6月由赣北道改名，治所在九江县（今江西九江市）。属江西省。辖九江、德安、瑞昌、湖口、彭泽、星子、都昌、永修、安义、鄱阳、余干、乐平、浮梁、德兴、万年、奉新、靖安、武宁、修水、铜鼓等县。辖区约当今江西省铜鼓、奉新、安义、永修、都昌、余干、万年、乐平、德兴等市县以北地区（婺源县除外）。1927年废。 